# Francesc Gascó
Francesc Gascó-Lluna (Valencia, 29 de febrero de 1984) es un paleontólogo, científico, divulgador y atleta de CrossFit español. Es conocido en redes sociales como Pakozoico.

## Trayectoria
Es licenciado en biología por la Universidad de Valencia y doctor en Paleontología por la Universidad Autónoma de Madrid. Ha trabajado como paleontólogo en excavaciones de ambas universidades y de la Fundación Conjunto Paleontológico de Teruel-Dinópolis (Teruel) y publicado varios artículos sobre sus investigaciones en paleontología en revistas nacionales e internacionales. Es coautor de la icnoespecie Iberosauripus grandis Actualmente desarrolla su investigación científica en el grupo de biología evolutiva de la Universidad Nacional de Educación a Distancia (UNED), investigando sobre la paleo-histología de arcosaurios mesozoicos. Es también docente en la Universidad Isabel I.
Gascó comenzó a dedicarse a la divulgación en 2006 con un blog sobre paleontología, al que le siguió su podcast DinoBusters: cazadores de dinos en 2016 y su canal de Youtube Pakozoico, con vídeos que han alcanzado hasta las 275078 visualizaciones. Es además redactor en los medios digitales El Ojo de Darwin y Hablando de Ciencia y miembro de la plataforma en internet de divulgación científica Scenio.
Ha publicado cinco libros de divulgación científica y entretenimiento en torno a la paleontología: el libro Crónicas de Fósiles: las colecciones paleontológicas del museo de Ciencias Naturales de Valencia junto con otros autores; la trilogía de aventuras infantil-juvenil Jurásico Total junto a la escritora Sara Cano; y el libro La Paleontología en 100 Preguntas junto a la también paleontóloga Adriana Oliver. Es además paleoilustrador y ha sido uno de los ilustradores de la Fundación Conjunto Paleontológico de Teruel-Dinópolis y del libro Dinosaurios del levante peninsular.
En 2012, empezó a practicar CrossFit, consiguiendo en pocos años una gran cambio físico, quedando segundo en un concurso de nuevas caras de la revista Men's Health y convirtiéndose en un profesional de este deporte. En base a esta experiencia, escribió el libro ¡No hay excusas!, además de volverse colaborador de la revista Men's Health. Todo este proceso le dio mucha notoriedad en redes sociales y medios de comunicación, lo que lo ha convertido en uno de los científicos LGTBI españoles más visibles de la actualidad.

## Obra
- 2008 – Dinosaurios del levante peninsular. Ilustrador. Institud català de Paleontologia Miguel Crusafont. ISBN 9788461215706.[21][30]
- 2009 – Crónicas de Fósiles: las colecciones paleontológicas del museo de Ciencias Naturales de Valencia (Coautor). ISBN 978-84-8484-292-7[13][31]
- 2015 – Anatomía funcional de Turiasaurus riodevensis (Dinosauria, Sauropoda). Tesis doctoral.[32]
- 2016 – ¡No hay excusas! Timun Mas. ISBN 9788448022174.[33]
- 2018 – La paleontología en 100 preguntas. Con la paleontóloga Adriana Oliver. Nowtilus. ISBN 978-8499679587.[19]
- 2018 – Perdidos sin WiFi (serie Jurásico Total). Con Sara Cano. Alfaguara. ISBN 978-8420487236.[15]
- 2018 – Dinos contra robots (serie Jurásico Total). Con Sara Cano. Alfaguara. ISBN 978-8420487328.[17]
- 2019 – De niños a héroe (serie Jurásico Total). Con Sara Cano. Alfaguara. ISBN 978-8420487724.[18]
- 2023 – Paleontología POP. Lecciones desde el pasado. ISBN 978-84-344-3678-7